# Emmanuel Félix de Wimpffen
Pour les articles homonymes, voir Wimpffen.
Le baron Emmanuel Félix de Wimpffen, né le 13 septembre 1811 à Laon et mort 26 février 1884 à Paris, est un général de division français.
Il se distingue lors de la conquête de l'Algérie, de la guerre de Crimée et de la campagne d'Italie et commande brièvement l'armée de Châlons lors de la défaite de Sedan au cours de la guerre franco-prussienne de 1870.

## Biographie

### Famille
Il est le fils naturel de Cornélie Bréda. Son père est issu de l'une des plus anciennes familles de la noblesse européenne (on en trouve des branches en Hongrie, Pologne, Allemagne, Alsace, etc.), il est le petit-fils du général Georges Félix de Wimpffen et le fils Félix Victor Charles Emmanuel de Wimpffen, (1er novembre 1778, château de Bornburg (ville libre de Francfort dans l'Empire) ✝ 21 juillet 1813, Paris), général de brigade (22 juin 1809), est colonel du 2e régiment de ligne sous le Premier Empire et a été fait 1er baron de Wimpffen et de l'Empire (décret du 15 août 1810, lettres patentes du 23 décembre 1810 (Paris)).

### Formation
Sorti de Saint-Cyr en 1832, il intègre le 49e régiment d'infanterie comme sous-lieutenant.

### Conquête de l'Algérie
Après un premier séjour en Algérie en 1834-1835, il est affecté en 1842, sous le Second Empire, au bataillon de tirailleurs indigènes d'Alger et de Titteri (qui deviendra en 1856 le 1er régiment de tirailleurs algériens). Il participe à la conquête de l'Algérie, aux côtés de personnalités militaires tels Chanzy, Mac-Mahon, Palikao, Cavaignac. Il est fait chevalier de la Légion d’honneur en juin 1843. En juillet 1848, il prend le commandement du bataillon de tirailleurs indigènes d'Alger avec lequel il se distingue  au cours de différentes opérations. En septembre 1851, il est promu lieutenant-colonel et passe   au 68e régiment d'infanterie de ligne. En 1853, après avoir été cité cinq fois entre 1842 et 1849, il retourne en France. Au total, il totalisera près de seize ans de campagnes en Algérie (1834-1835, 1842-1853 puis 1865-1870) séparés par la guerre de Crimée (avril 1854-mai 1856) et la campagne d'Italie en 1859.

### Guerre de Crimée

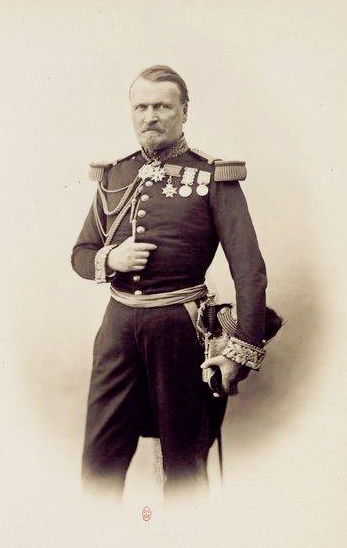
Wimphen en 1857.

Il est promu colonel en 1853 puis en 1854, il participe à la guerre de Crimée. Il constitue un régiment de 2 000 tirailleurs algériens qu'il commande dès mars 1854. Avec ses tirailleurs, il participe à la bataille de l’Alma en septembre 1854 puis à la bataille d’Inkerman en novembre. Il est promu général de brigade le 17 mars 1855. Ses tirailleurs, désormais commandés par le colonel Rose au sein de la brigade Wimpffen, participent ensuite activement à la chute de Sébastopol lors de la prise de la tour Malakoff le 8 septembre 1855. Après la défaite de la Russie et la signature du traité de Paris en mars 1856, il regagne la France en mai 1856.

### Campagne d'Italie (1859)
En 1859, durant la campagne d'Italie, il commande une brigade d'infanterie de la garde impériale. Il s'illustre lors de la bataille de Magenta le 4 juin au cours de laquelle il est blessé. Le lendemain, 5 juin, il est promu général de division.  
Il est nommé grand officier de la Légion d'honneur le 12 août 1861. 

### Expédition de l'Oued Guir (1870)
En 1865, il retourne en Algérie et prend le commandement de la province d'Alger, puis d'Oran en mai 1869. Il conduit une expédition à la tête d'une colonne de 3 000 spahis, zouaves et goums à l'Oued Guir dans le Sud-algérien en avril 1870.

### Guerre de 1870
L'année suivante éclate la guerre de 1870. Les circonstances malheureuses de la guerre de 1870 et son retour d'Afrique du Nord à ce moment, le conduisent, après la blessure du maréchal de Mac-Mahon, à prendre le commandement de l'armée de Châlons lors de la bataille de Sedan. À ce titre, il signe la capitulation de son armée le 2 septembre 1870 au château de Bellevue près de Sedan. On peut encore en lire les mots signés de son nom, sur l'affiche présentée au musée d'Orsay. Il est conduit en Allemagne comme prisonnier. Une fois libéré, il doit affronter des controverses et des critiques concernant sa direction et la capitulation de Sedan, ainsi que la responsabilité de la défaite qui lui est imputée.
Il se présente à l'élection partielle de Saint-Denis le 9 avril 1876 comme républicain et militaire de carrière. Il souhaite la réduction de la durée du service et l'allègement des charges familiales. Il est notamment soutenu par La République française de Léon Gambetta. Il n'obtient que 1 717 voix sur 12 679 votants.
Il meurt à Paris le 25 février 1884 et est inhumé au cimetière du Père-Lachaise (division 47), avec son buste sculpté par Félix Richard, de Vannes et fondu par Thiébaut.

## Décorations

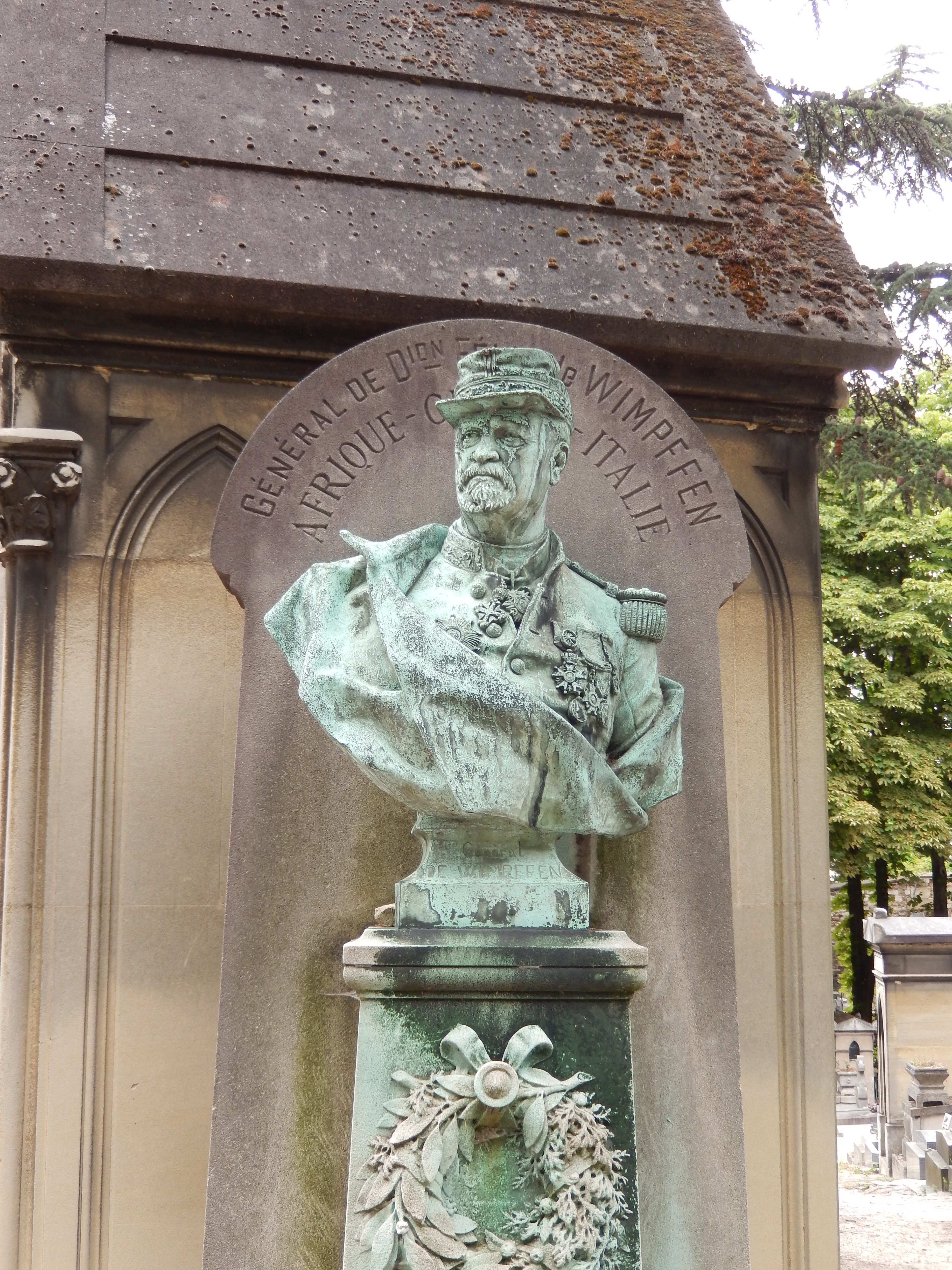
Tombe de Emmanuel Wimpffen (cimetière du Père Lachaise, division 47).

- Grand officier de la Légion d'honneur (1861)Tombe de Emmanuel Wimpffen (cimetière du Père Lachaise, division 47).